# 馬蹄腫

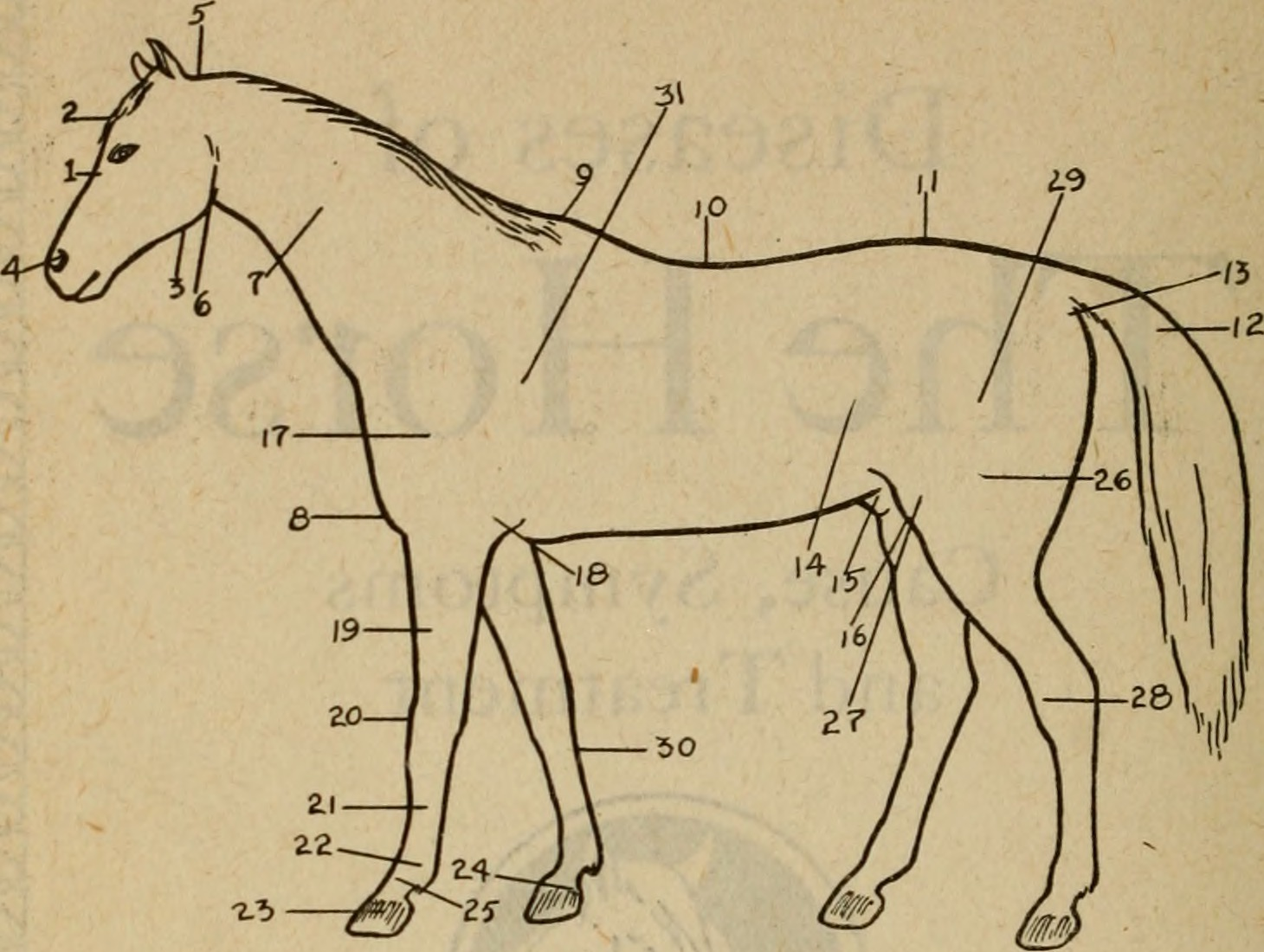
獣医学書の馬の診断用図。肘は18番で「Capped Elbow—Shoe Boil」の該当部位

馬蹄腫（ばていしゅ、英: shoe boil）とはウマにおいて認められる、炎症や腫れを引き起こす、肘の腫瘤である。繰り返し発生すると、肘腫（英: capped elbow）と呼ばれる瘢痕や外見に残る炎症、あるいは感染症の原因ともなり得る。一般的には、臥床時における蹄または蹄鉄による、肘への接触による外傷を原因とする。
馬蹄腫により跛行は生じない。